# Gråharun (öster om Busö, Raseborg)
Gråharun är en ö i Finland. Den ligger i Finska viken och i kommunen Raseborg i den ekonomiska regionen  Raseborg i landskapet Nyland, i den södra delen av landet. Ön ligger omkring 75 kilometer väster om Helsingfors. 
Öns area är 1,7 hektar och dess största längd är 180 meter i nord-sydlig riktning.